# Johnny Lightning
Johnny Lightning é uma marca fabricante de miniaturas de carros de brinquedo colecionáveis americana produzida em modelos fundidos da categoria die-cast. Ficou conhecida por suas miniaturas serem extremamente mais rápidas do que as miniaturas de outras marcas como a Hot Wheels.
Atualmente, a Johnny Lightning pertence a Round 2 LLC.

## História

### Johnny Lightning na Topper Toys
Em 1969, em resposta ao crescente mercado de moldagem sob pressão na escala 1/64, o inventor e proprietário da Topper Toys de Nova Jersey, Henry Orenstein, foi responsável pela criação da marca, a "Johnny Lightning", apresentando 11 modelos de miniaturas baseados em modelos de carros reais, exceto o "Custom Turbine", com anúncios de que suas miniaturas eram as mais rápidas do gênero, porém, o truque era conseguido atavés de uma abertura no fundo das miniaturas perto do eixo frontal, onde uma pequena alavanca na pista podia “catapultar” a miniatura mais rápido, vários conjuntos de pistas feitas com plástico, acessórios como um "loop-the-loop" e seções curvas, além de um capacete com o nome da marca e uma maleta para transportas as miniaturas naquele ano.
Em 1970, a Johnny Lightning apresentou 31 novos modelos, baseados principalmente em veículos fantasia, com desenho extravagante, mas que corressem com bom desempenho em suas respectivas pistas, sendo sete dos novos modelos eram carros "Jet Power", continham um reservatório interno onde um sistema podia pressurizar ar dentro da miniatura e quando ela era liberada, esse ar funcionava como um jato e impulsionava o carro pista acima, dando grande velocidade a miniatura. Através do sistema “power compressor”, inventado por Henry Orenstein, as miniaturas da Johnny Lightning conseguiram serem mais rápidas do que somente as impulsionadas pela gravidade, como acontecia nas pistas da Superfast Lesney e da Mattel. No mesmo ano, a Topper também produziu vários novos conjuntos de pistas.
A Johnny Lightning foi uma grande concorrente para a Hot Wheels, tendo ambas brigando para vender suas pistas e suas miniaturas que eram, inicialmente, acessórios para as pistas. Além disso, as duas marcas não se preocupavam em fazer modelos baseados em carros reais pois implicariam no pagamento de “royalties”.
A Johnny Lightning patrocinou cinco carros da Parnelli Jones, incluindo Al Unser Senior, nas corridas Indy 500, entre os anos de 1970 e 1971. Unser foi capaz de capturar essas vitórias em seu relâmpago azul decorado com a "Johnny Lightning". Após a vitória inicial da Indy 500, as vendas das miniaturas da Johnny Lightning aumentaram drasticamente, tomando 1/3 do mercado da Mattel na época.
Apenas cinco novos modelos foram introduzidos em 1971, todos parte de uma série chamada "Custom Cars". Cada um deles veio embalado com peças de encaixe de plástico para que as crianças pudessem personalizar os carros ao seu gosto.
No final de 1971, a Topper Toys foi forçada a fechar devido a uma fraude comercial que pôs fim a produção da Johnny Lightning.

### Johnny Lightning na Playing Mantis
Thomas Lowe e sua empresa Playing Mantis adquiriram os direitos da marca Johnny Lightning e começaram a produzir reproduções dos modelos de carros originais em 1994. Isso foi quase na mesma época que a Hot Wheels lançou uma linha "Vintage" de carros que eram reproduções dos designs originais dos anos 1960. As vendas foram extremamente bem-sucedidas, pois seus primeiros clientes foram as lojas Walmart e a Toys R Us. A linha completa de carros produzidos da Johnny Lightning pela Topper e pela Playing Mantis é descrita no Catálogo Padrão de Veículos Diecast.
Depois de diversas tentativas, Thomas Lowe obteve os direitos para produção de carros de desenhos da TV, inicialmente, do "Speed Racer", fazendo as miniaturas do "Mach 5", "Corredor X", dentre outros, alavancando as vendas da marca. Outras licenças foram obtidas pela marca e foram feitas miniaturas de carros temáticos de filmes e séries como "Starsky & Hutch"; "Ghostbusters"; "Besouro Verde"; "James Bond", "Perdidos no Espaço"; "Agente 86"; "Se Meu Fusca Falasse"; "Dragnet", "Supercar"; "Os Gatões"; "Austin Powers"; "De Volta Para o Futuro", "Buffy a Caçadora de Vampiros", dentre outros, além dos desenhos "Corrida Maluca"; "Speedy Buggy"; "The Simpsons"; "Scooby Doo" e "Os Flintstones".
A marca também fez modelos de dioramas acompanhados por duas miniaturas.

### Johnny Lightning na RC2
Em 2004, a Playing Mantis foi comprada pela RC2 Corporation e a Playing Mantis desapareceu. Os produtos da Johnny Lightning foram produzidos e distribuídos pela RC2 em Oak Brook, Illinois, um subúrbio de Chicago. RC2 começou com a marca Racing Champions e produziu modelos de carros da NASCAR. Vindo da era Playing Mantis, estava o designer e autor Mac Ragan que foi responsável por muitos dos modelos populares da marca e escreveu um guia completo para os carros da Johnny Lightning, chamado "Tomart's Price Guide to Johnny Lightning Vehicles". Ragan e Tom Lowe foram introduzidos no "Diecast Hall of Fame" em 2010.
Em 2005, a RC2 trouxe um popular designer automotivo e fundido, Eric Tscherne, que trabalhou anteriormente para a Hot Wheels e também para a Jada Toys. Tscherne foi introduzido no Diecast Hall of Fame em 2011.
A Johnny Lightning recebeu uma grande reformulação de sua imagem em 2006. Um novo pacote estilo concha chegou às lojas em janeiro de 2007 com o lançamento da nova série "Johnny Retro". Um novo tratamento de logotipo também foi introduzido e o logotipo e o design da embalagem foram produtos de uma parceria com a Design Force e dirigidos por Tscherne entre outros. A revisão adicional da marca incluiu a atualização de muitas das séries favoritas dos colecionadores de longa data, como a "Classic Gold" e a "Muscle Cars", que receberam novos gráficos de embalagem desenvolvidos no escritório da Costa Oeste por Jeremy Cox e Tscherne. Um grande aumento de preço coincidiu com o novo pacote, deixando muitos colecionadores chateados com a gestão e tomada de decisões do RC2 associadas à amada marca Johnny Lightning. Em setembro de 2007, Mac Ragan trocou a RC2 pela Greenlight Collectibles.  Tom Zahorsky permaneceu como gerente de design da Johnny Lightning até que a produção do RC2 foi interrompida em 2013.
Por um tempo, os veículos Johnny Lightning foram vendidos pela Learning Curve Inc., anteriormente conhecida como RC2. Em 2007, a Johnny Lightning se expandiu para oferecer mais do que apenas itens colecionáveis para adultos, introduzindo a "Battle Wheels", uma linha de robôs controlados remotamente que lutavamm entre si, além do primeiro veículo RC transformador do mundo, o "V_BOT".

### Aquisição da TOMY
Em 2011, a empresa de brinquedos japonesa TOMY comprou a RC2 Corp., adquirindo também a Johnny Lightning e por um tempo vendeu as miniaturas da Johnny Lightning nos Estados Unidos com o logotipo TOMY nas embalagens.
Em 2013, a TOMY Toys anunciou que não iria mais produzir as miniaturas da Johnny Lightning e a marca foi descontinuada.

### Round 2 LLC e o renascimento da Johnny Lightning
Em janeiro de 2016, três anos após seu segundo desaparecimento do mercado, a Johnny Lightning foi relançada mais uma vez por Thomas Lowe e sua empresa de brinquedos Round 2, que também produz as marcas Auto World e Racing Champions. Embora os carros da Johnny Lightning agora sejam feitos na Round 2 (sob licença da TOMY International), o logotipo do Playing Mantis voltou à frente da embalagem da Johnny Lightning para dar continuidade aos carros produzidos anteriormente pela empresa. Além disso, Tom Lowe contratou quatro designers originais da Playing Mantis para trabalhar na linha da Johnny Lightning: Tony Karamitsos, Mike Groothuis, Mac Ragan e Scott Johnson (da Pitcock Design).
Em 2019, a Johnny Lightning celebrou os seus 50 anos com uma coleção especial.

## Colecionismo
As miniaturas da Johnny Lightning, obtiveram respeito e admiração tanto pelas crianças quanto pelos adultos, principalmente, pelos colecionadores de miniaturas não somente nos EUA mas em diversos países, incluindo o Brasil.
Assim como os "Super Treasure Hunts" da Hot Wheels e os "Green Machines" da Greenlight, a Johnny Lightning possui versões de miniaturas raras, conhecidas como "White Lightning", contendo rodas e pneus brancos e a pintura da carroceria na cor branca perolada.
A marca já fez miniaturas exclusivas para eventos, encontros e clubes de colecionadores, dentre eles, o clube de colecionadores da própria Johnny Lightning. Em 2011, a marca fez uma miniatura exclusiva, com poucas unidades para a "Lightning Fest 2011", em Dyersville, Iowa. No Brasil, a Johnny Lightning fez miniaturas exclusivas para o encontro de colecionadores no país, o "Salão Diecast", realizado em 2019. O modelo escolhido foi o 1965 VW Type 2 Pickup.